# Марьяновка (Теофипольский район)
Марья́новка (укр. Мар'янівка) — село в Теофипольском районе Хмельницкой области Украины.
Население по переписи 2001 года составляло 339 человек. Почтовый индекс — 30614. Телефонный код — 3844. Код КОАТУУ — 6824784003.

## Местный совет
30613, Хмельницкая обл., Теофипольский р-н, с. Святец, ул. Ленина, 70, тел. 9-43-48; 9-43-62